# Neoporus blanchardi
Neoporus blanchardi är en skalbaggsart som först beskrevs av Sherman 1913.  Neoporus blanchardi ingår i släktet Neoporus och familjen dykare. Inga underarter finns listade i Catalogue of Life.